# John Holt (Musiker)
John Kenneth Holt (* 11. Juli 1947 in Kingston, Jamaika; † 19. Oktober 2014 in London) war ein jamaikanischer Rocksteady- und Reggae-Singer und Songwriter, der als Mitglied der Paragons bekannt wurde und später als Solomusiker Karriere machte.

## Werdegang
John Holt wurde 1947 in Kingston, Jamaika geboren. Die erste Single (I’ll Stay/ I Cried a Tear) nahm er 1963 bei Produzent Leslie Kong auf. Im Jahr 1965 schloss er sich der Band The Binders mit Bob Andy, Garth „Tyrone“ Evans und Junior Menz an. Nachdem Howard Barrett Junior Menz ersetzte, wurde der Name in The Paragons geändert. Auf Duke Reids Plattenlabel Treasure Isle gelangen ihnen zur Rocksteady-Zeit mehrere Hit-Singles. Am bekanntesten dürfte aus dieser Zeit The Tide Is High sein, welches von Blondie und von Atomic Kitten gecovert wurde. Aber auch die Single Man Next Door wurde von mehreren Reggae-Musikern wie Dennis Brown, UB40 und Horace Andy gecovert. Letzterer coverte es unter anderem auf dem Massive-Attack-Album Mezzanine.
Schon während der Zeit mit den Paragons nahm er Solo-Material für Bunny Lee, Prince Buster, aber auch mit Duke Reid (Ali Baba) auf. Nach dem schon frühen Ausscheiden von Bob Andy und den nachfolgenden Abgängen von Barrett (1969) und Evans (1970) konzentrierte sich Holt auf seine Solo-Karriere.
Insbesondere in Zusammenarbeit mit Bunny Lee als Produzent hatte er mehrere Hits. Nach dem erfolgreichen Album Time Is the Master mit Streicherarrangements, wurde mehrere ähnliche Trojan-Alben aufgenommen. So auch das Album 1000 Volts of Holt im Jahre 1973, das Reggae-Coverversionen populärer Hits präsentierte.
In den frühen 80er Jahren wurde sein Album Police in Helicopter mit der gleichnamigen Single und Fat She Fat unter anderem auch auf Jamaika wieder zu einem großen Erfolg. In dem Lied Police in Helicopter wird die restriktive Drogenpolitik in Jamaika hinsichtlich von Marihuana thematisiert. Mit Dreadlocks und Bart auf dem Cover abgebildet, zeigt Holt hier seine Hinwendung zu Rastafari.
Am 19. Oktober 2014 starb John Holt in London. Er hinterließ Ehefrau Valerie und 12 Kinder.

## Ehrungen
Holt wurde 2004 zum Commander im Order of Distinction, einem Ehrenorden, ernannt.

## Diskografie (Auswahl)

### Alben
- A Love I Can Feel (1970) Studio One
- Holt (1971) Jaguar
- The Paragons & Friends (1971) Studio One
- Still In Chains (1971) Dynamic Sounds
- OK Fred (1972) Melodisc
- Pledging My Love (1972) Dynamic Sounds
- John Holts Greatest Hits (1972) Prince Buster
- The Further You Look (1973) Trojan Records
- Like A Bolt (1973) Treasure Isle
- 1000 Volts of Holt (1973) Trojan Records (UK: Gold)[4]
- Time Is the Master (1973) Moodisc Records
- Dusty Roads (1974) Trojan Records
- Don't Break Your Promise (1974) Lord Koos
- Before The Next Tear Drop (1976) Klik
- Super Star (1976) Weed Beat
- 2000 Volts of Holt (1976) Trojan Records
- The John Holt Showcase (1977) Thunder Bolt
- World of Love (1977) Justice
- Sugar (1977) Clocktower Records
- Roots of Holt (1977) Trojan Records
- Channel One Present The Magnificent (1977) Channel One
- In Demand (1978) Dynamic Sounds
- Let It Go On (1978) Trojan Records
- The Impressable John Holt (1978) Harry J Records
- Peace In The Sun (1978) Volt Music
- Holt (1978) Sonic Sounds
- Spotlight On John Holt (1979) Sonic Sounds
- My Desire (1980) Jackpot
- A1 Disco Showcase (1980) Taurus Records
- Since I Fell for You (1980) Joe Gibbs Music
- Just the Two of Us (1982) CSA Records
- Gold (1982) Creole Records
- Police in Helicopter (1983) Greensleeves Records
- For Lovers And Dancers (1984) Trojan Records
- Stealing, Stealing (1984) Blue Mountain Records
- Brown & Holt (1985) Tad's Records
- Pure Gold (1985) Vista Sounds
- Vibes (1985) Leggo Sounds
- 16 Songs For Soulful Lovers (1986) Platinum Music
- The Reggae Christmas Hits Album (1986) Sonic Sounds
- John Holt & Horace Andy from One Extreme to Another (1986) Beta Records
- Why I Care (1989) Greensleeves Records
- If I Were a Carpenter (1989) Live and Love
- Children of The World (1990) Gold Disc
- Slow Dancing (1990) Moodies Records
- Here I Come Again (1990) Rohit Records
- Everytime (1992) Gong Sounds Records
- John Holt, Beres Hammond – Love (1992) Quattro
- Peacemaker (1993) Clarendon Sounds
- Up Park Camp (1997) Channel One
- Fistful Of Holt (1998) Charm
- New Horizon (1998) Jet Star Records
- Born Free (2001) Jet Star Records
- John Holt With Royal Philharmonic Concert Orchestra & Special Guest Freddie McGregor In Symphony (2001) Jet Star Records
- 500 Volts of Dub (2011) Jamaican Recordings

Quelle:

### Singles (Chartplatzierungen)
| Jahr | Titel Album                                          | Höchstplatzierung, Gesamtwochen, AuszeichnungChartsChartplatzierungen (Jahr, Titel, Album, Platzierungen, Wochen, Auszeichnungen, Anmerkungen) | Anmerkungen               |
| Jahr | Titel Album                                          | UK | Anmerkungen               |
| ---- | ---------------------------------------------------- | --- | ------------------------- |
| 1974 | Help Me Make It Through the Night 1000 Volts of Holt | UK6 (14 Wo.)UK | Autor: Kris Kristofferson |